# Franz Stoedtner
Franz Stoedtner (* 17. März 1870 in Berlin; † 14. Januar 1946 ebenda) war ein deutscher Fotograf und Kunsthistoriker.

## Leben
Franz Stoedtner studierte Kunstgeschichte an der Berliner Friedrich-Wilhelms-Universität bei Herman Grimm, bei dem er mit einer Monographie zu  Hans Holbein d. Ä. promoviert wurde. Stoedtner veröffentlichte diese im Jahr 1896, illustriert mit eigenen Reproduktionen. 1895 gründete er das Institut für wissenschaftliche Projection Dr. Franz Stoedtner, mit dem Ziel, fotografische Aufnahmen als Bildmaterial für Vorträge und Publikationen anzubieten.
Stoedtner war einer der wichtigsten Pioniere der Dokumentationsfotografie vor allem im Bereich der Kunstgeschichte, aber auch anderer Gebiete. Sein Bildverlag war Vorbild für das von Richard Hamann 1913 gegründete Bildarchiv Foto Marburg.
Nach 1949 führte Stoedtners Witwe Ottilie das Unternehmen in Düsseldorf als Lichtbildverlag Dr. Franz Stoedtner fort. 1959 übernahm der Prokurist Heinz Klemm (1920–2001) den Betrieb. 1977 erwarb das Bildarchiv Foto Marburg 200.000 Glasnegative und zahlreiche Musteralben des ehemaligen Stoedtnerschen Archivs.

## Veröffentlichungen
- Hans Holbein, der Ältere 1. Teil. 1473-1504. Dissertation Berlin 1896.
- Georg Gustav Wießner: Die deutsche Kunst – ihre Entwicklung von den Anfängen bis zum Einbruch der Renaissance. Nach Aufnahmen von Franz Stoedtner. Stuttgart (Akademischer Verl. Franz Wedekind), ca. 1927